# Bodtjärnen (Hammerdals socken, Jämtland, 706805-149280)
Bodtjärnen är en sjö i Strömsunds kommun i Jämtland och ingår i Ångermanälvens huvudavrinningsområde.